# Илья Азаров (большой десантный корабль)
«БДК-104», с 1982 года «Илья Азаров», с 1996 года «Рiвне» — большой десантный корабль проекта 1171 (шифр «Тапир», по кодификации НАТО — Alligator) Черноморского флота ВМФ СССР. С 1996 в ВМС Украины. С 2004 года — сухогруз.

## Служба

### ВМФ СССР
Большой десантный корабль «БДК-104» проекта 1171 был заложен в Калининграде на судостроительном заводе «Янтарь» 17 октября 1969 года (заводской № 300), был спущен на воду 31 марта 1970 года, вступил в состав флота 10 июня 1971 года.
Бортовые номера — 139, 146, 148, 406, 428. В/ч 36002.
Неоднократно участвовал в боевых службах, в том числе в переменном составе 5-й Средиземноморской эскадры кораблей ВМФ:
В 1974 году 144 суток в Средиземном море;
В 1975 году 157 суток в Атлантическом океане;
В 1976 году 171 сутки в Атлантическом океане;
В 1978 году 262 суток в Атлантическом океане; 10 апреля — 23 декабря 1978 года в районе побережья Западной Африки на борту БДК-104 усиленный 3 бмп 810-го отдельного полка морской пехоты. Командир десанта — подполковник Абашкин В. Н., Зам. по ПЧ — капитан 3 ранга Юрканов Ю. Н., командир роты — капитан Тимошенко А. И.
В 1979 году 20 суток в Эгейском море;
В 1981 году 173 суток Балтика, Атлантика, Красное море;
В 1982 году 151 сутки Средиземное море, Красное море, Индийский океан;

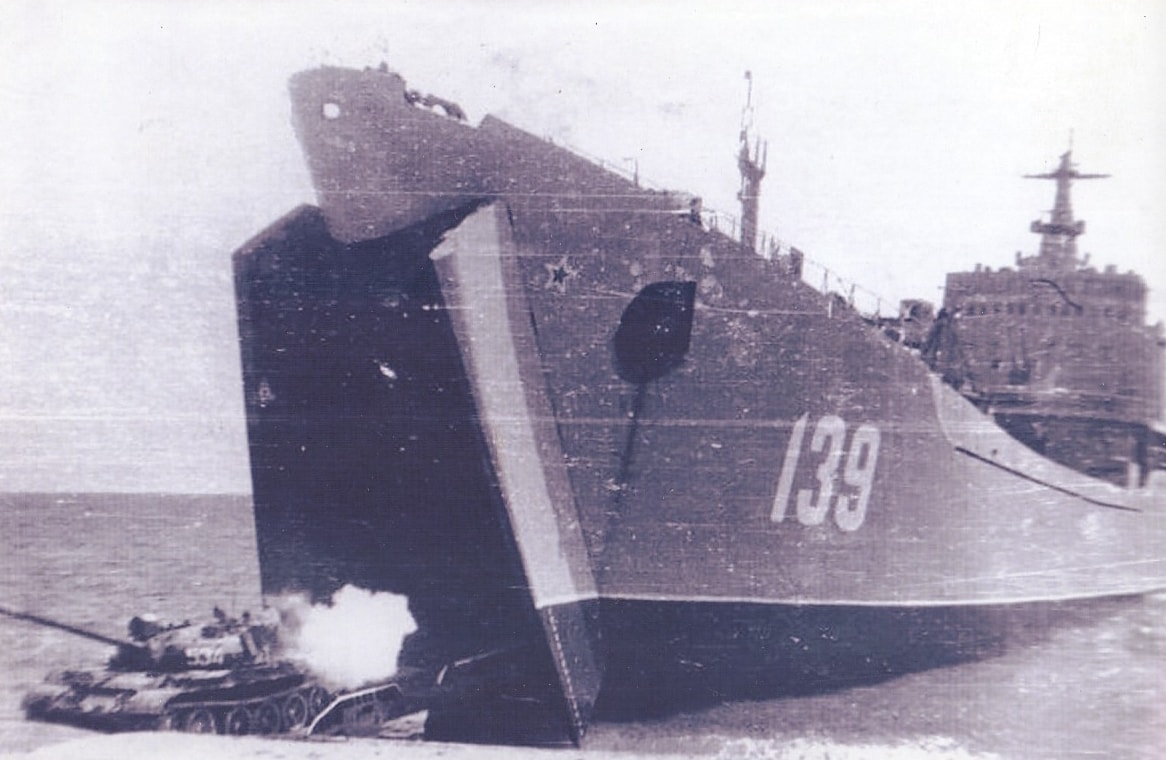
В 1986 году.

25 мая 1982 года корабль был переименован в «Илья Азаров» — по имени И. И. Азарова (1902—1979), политработника ВМФ, вице-адмирала, члена Военного Совета Черноморского флота в годы Великой Отечественной войны.
Входил с 1983 года в состав 39-й дивизии морских десантных сил, 197-я бригада десантных кораблей, 4-й дивизион больших десантных кораблей. Базировался на Крымскую ВМБ на озере Донузлав.
В 1983 году 72 суток в Средиземном и Красном море;
В 1984 году 259 суток в Средиземном и Красном море. В августе 1984 года базу Нокра посещал отряд кораблей ВМФ СССР, осуществлявший траление вод Красного моря от мин, выставленных организацией «Аль-Джихад» в качестве протеста против поддержки «империалистами» ирано-иракской войны. В отряд входили ПКР «Ленинград», БПК «Красный Крым», БДК «Илья Азаров», МТЩ «Контр-адмирал Хорошкин», МТЩ «Дизелист», МТЩ «Зенитчик» и БМТ «Владимир Колечицкий».
С января по июнь 1991 года была проведена консервация и постановка на хранение в порту Одесса, вместе с однотипным БДК «Воронежский комсомолец» и СДК-137.

### ВМС Украины
18 апреля 1994 года односторонним актом корабль принят в состав ВМС ВС Украины (в/ч А-2792). Была начата расконсервация корабля.
В ходе раздела Черноморского флота 10 января 1996 года корабль был окончательно передан Военно-Морским Силам Украины, куда он вошел под новым названием — «Рiвне» (бортовой U401). В 1997 году был переоборудован в транспорт U762 — с корабля было снято все вооружение. 1-5 июня 1998 прием-передача корабля из 20-го дивизиона Западного морского района в состав 2-й бригады МДС Южного морского района. 6 июня 1998 года буксировка корабля из Одессы в Донузлав с возвращением на корабль первого командира капитана 2-го ранга Георгия Савченко. В 1999 году буксировка из Донузлава в Николаев с потерей правого якоря. В 2001 году буксировка из Николаева в Керчь. 30 ноября 2004 года корабль был исключён из состава ВМС Украины.
9 февраля 2006 года находящийся на судоремонтном заводе Залив в городе Керчь сухогруз получил повреждения корпуса — в машинное отделение корабля через трещину в правом борту начала поступать вода, поскольку обшивку корабля пропороло льдом. Принимаемые меры для спасения корабля оказались неэффективными, и в результате на утро следующего дня наполовину затопленный корабль кормой сел на дно.
Впоследствии был поднят, и в апреле 2007 года уведен турецкими буксирами на разделку в Турцию.

## Командиры

### ВМФ СССР
- капитан 3-го ранга Киреев Ю. М. (1970 — ?)

### ВМС Украины
- капитан 3-го ранга Георгий Савченко (апреля 1994—1996),
- капитан 3-го ранга Александр Калиниченко (27 декабря 1996—1998),